# Bakonykúti
Bakonykúti (hongrois : Bakonykúti [ˈbɒkoɲkuːti]) est une localité hongroise située dans le comitat de Fejér.

## Site et localisation

### Topographie et hydrographie
Bakonykúti est situé au pied du Bakony oriental, en bordure de la zone protégée de la vallée de Burok.

### Aires faunistiques et floristiques
Le sentier national de grande randonnée traverse le village.

## Histoire
Le nom de Bakonykúti apparaît pour la première fois dans les chartes conservées en 1424, sous la forme Kwthy. À cette époque, une partie du village relevait du château de Bátorkő, tandis que l'autre était habitée par de petits nobles.
Pendant la période de domination ottomane, le village fut abandonné. À partir du XVIIIe siècle, la famille Zichy, alors propriétaire des lieux, entreprit d'y installer des colons allemands dans le but de repeupler le village déserté. Jusqu'en 1903, la localité portait le nom de Kuti.
En 1869, le village comptait trois moulins à eau sur la rivière et possédait également une briqueterie. La population permanente a connu un déclin progressif : de 557 habitants en 1870, elle est passée à 346 en 1930, puis à 256 en 1970, et à 100 en 2004.
Ces dernières années, Bakonykúti est devenu de plus en plus un village de villégiature, marqué par une multiplication des résidences secondaires. Cependant, une tendance inverse commence à se dessiner : de nouveaux habitants s'y installent de manière permanente, des logements sont construits, et la population connaît une légère augmentation. La présence de grands gibiers dans les forêts environnantes attire les chasseurs, tandis que le paysage pittoresque et la relative proximité de Székesfehérvár séduisent les citadins en quête de tranquillité.
En 2007, la commune a été transférée de la micro-région de Mór à celle de Székesfehérvár.

## Population

### Minorités culturelles et religieuses
D'après le recensement de 2011, 96,7 % des habitants de Bakonykúti se déclaraient hongrois, 2,4 % polonais, 1,6 % allemands et 0,8 % slovènes. 3,3 % des personnes interrogées n'ont pas déclaré leur nationalité. En raison des identités multiples, la somme des pourcentages peut dépasser 100 %.
La répartition religieuse était la suivante : 41,5 % de catholiques romains, 12,2 % de réformés, 0,8 % de luthériens, 26,8 % de personnes sans affiliation religieuse, et 17,9 % n'ayant pas répondu à la question.
Lors du recensement de 2022, 95 % des habitants se déclaraient hongrois, 1,2 % allemands, 1,2 % polonais et 5 % appartenant à d'autres nationalités non autochtones. 4,3 % n'ont pas déclaré de nationalité.
Concernant l'appartenance religieuse : 26,1 % des habitants étaient catholiques romains, 13,7 % réformés, 1,2 % luthériens, 1,9 % autres chrétiens, 31,7 % sans affiliation religieuse, et 25,5 % n'ont pas répondu à la question.

## Équipements

### Réseaux extra-urbains
C'est un village en cul-de-sac (zsákfalu), accessible par la route 8212 depuis Iszkaszentgyörgy (via la route 8203) ou depuis Fehérvárcsurgó (via la route 8204), dans les deux cas en passant par Gúttamási.

## Patrimoine local
L'église catholique romaine de l'Assomption a été construite en 1795. Elle se distingue par sa tribune d'orgue en bois, dotée d'un garde-corps finement sculpté. La cuve baptismale et les bancs en bois datent du début du XIXe siècle.
Plusieurs arbres initialement destinés à l'abattage ont été transformés en sculptures, créant ainsi un patrimoine artistique original en plein air. Parmi les œuvres visibles dans le village :
- Hazatérőben (« Sur le chemin du retour »)
- Lizi néni (« Tante Lizi »)
- Vízhordólány (« La porteuse d'eau »)
- Díszes fa macskával (« Arbre ornemental avec chat »)